# Thouaré-sur-Loire
Thouaré-sur-Loire – miejscowość i gmina we Francji, w regionie Kraj Loary, w departamencie Loara Atlantycka.
Według danych na rok 2010 gminę zamieszkiwały 7674 osoby, a gęstość zaludnienia wynosiła 601 osób/km².